# Bob Franco
Bob Franco, eigentlich Klaus Honsel, auch Bobby Franco, (* 30. März 1937 in Bielefeld; † 30. Oktober 2016 in München) war ein deutscher Schauspieler, Musicaldarsteller und Schlagersänger.

## Leben
Bob Franco sang bereits als Schüler ab 1945 im Bielefelder Kinderchor. Er absolvierte eine Ausbildung zum Grafiker, sang aber nebenbei weiterhin im Kirchenchor und im Extrachor des Stadttheaters Bielefeld. Außerdem erhielt er privaten Schauspielunterricht in Bielefeld und Bochum.
Er nahm als Schlagersänger unter dem Namen Bobby Franco bei verschiedenen Gesangswettbewerben teil, unter anderem 1958 in der Sendung Toi, toi, toi von Peter Frankenfeld. Ab 1958 nahm Franco zahlreiche Schlager auf, häufig Coverversionen amerikanischer Titel. Er war bei den Schallplattenfirmen Decca-Schallplatten (1958), Telefunken (1959–1962) und Philips (1963) unter Vertrag. 1959 hatte er großen Erfolg mit dem Schlager Mandolinen und Mondschein. 1961 war er mit dem Titel Noch bist du einsam der erste deutschsprachige Interpret des Liedes Only the Lonely (Know the Way I Feel) von Roy Orbison. Zu seinen weiteren Titeln gehörten unter anderem: Bella Marie (Billy, Be Sure) mit Hugo Strasser und Orchester, Cimarron (Roll On) mit Willy Berking und Orchester (1959), Du mußt alle Wege gehn (1959), Bei rotem Wein (1959) und Heute möchte ich dich küssen (1961). 1962 nahm er bei Telefunken mit Gert Wilden und seinem Orchester die Titel Schöne Caroline und (Hör mein Lied) Violetta auf. 1963 folgten bei Philips noch die Titel Sonne und Wind und Coco. Im gleichen Jahr führte er durch die NDR-TV-Produktion Strandgeflüster, präsentierte dort mit dem Starlets-Chor seine Version des Liedes Vielleicht ist Liebe nichts als Illusion (Perfidia) und sang zusammen mit Anita Lindblom den Song Die Nacht ist voller Zärtlichkeit (My Foolish Heart). 
Im Februar 1961 nahm er mit dem Lied Langsamer Walzer an der Deutschen Vorentscheidung zum Eurovision Song Contest im Kurtheater in Bad Homburg vor der Höhe teil.
Ab 1962 trat Franco unter dem Namen Bob Franco als Musicaldarsteller und Theaterschauspieler auf. Am Deutschen Theater in München spielte und sang er ab September 1962 den Freddy Eynsford-Hill in dem Musical My Fair Lady an der Seite von Sonja Ziemann als Eliza. In späteren Jahren übernahm er in diesem Musical die Rolle des Müllkutschers Alfred P. Doolittle. Am Stadttheater Zürich trat er 1963 in der deutschsprachigen Erstaufführung des Musicals Carnival! von Bob Merrill (Musik und Lyrics) und Michael Stewart (Libretto) auf. 1968/1969 war er  Partner von Marika Rökk bei Aufführungen des Musicals Hello, Dolly!. Er verkörperte außerdem den Gaston in dem Musical Gigi an der Seite von Johannes Heesters, unter anderem 1976 im Berliner Theater des Westens und 1978 am Staatstheater am Gärtnerplatz in München. Auf Tournee trat er auch in dem Musical Irma la Douce und in dem Musical Prairie-Saloon von Lotar Olias auf.  
Er spielte außerdem regelmäßig Boulevardtheater an den großen Boulevardbühnen in Bonn, Köln, Berlin (Komödie am Kurfürstendamm mit Harald Juhnke und Chariklia Baxevanos, Hamburg und München. Zwei Jahre war er festes Ensemblemitglied am Düsseldorfer Kom(m)ödchen. An der Komödie Düsseldorf spielte er in dem Boulevardstück (K)Eine Ehe nach Maß von Curth Flatow, in dem Lustspiel Gesegnetes Alter (wieder an der Seite von Johannes Heesters) und in dem Schwank Pension Schöller. Häufig wirkte er außerdem bei Tourneeproduktionen von Boulevardstücken mit. 1995 war er bei einer Deutschlandtournee in der Komödie Lorbeeren für Herrn Schütz zu sehen; seine Partner waren Barbara Wussow und Albert Fortell. 1999 spielte er an der Kleinen Komödie am Max II ebenfalls den Journalisten in der Komödie Ein gesegnetes Alter mit Johannes Heesters.
Franco gehörte außerdem zum regelmäßigen Gast-Ensemble der Komödie im Bayerischen Hof. Dort trat er unter anderem 2006 und 2010 als Norbert in der Komödie Die Kaktusblüte auf. Im Januar 2010 war er dort in der Rolle des Bischofs von Lax in der Komödie Lauf doch nicht immer weg von Philip King (1904–1979) zu sehen. Seine Partner waren unter anderem Chariklia Baxevanos und Dieter Henkel. Mit dieser Produktion war Franco 2009/2010 auch auf Tournee; dabei spielte Christof Arnold erstmals die männliche Hauptrolle.
Gelegentlich übernahm Franco auch klassische Theaterrollen. So spielte er unter der Regie von Boleslaw Barlog in Der Diener zweier Herren. Bei den Schlossfestspielen Ettlingen trat er als Rülp in der Shakespeare-Komödie Was ihr wollt auf.
1962 war er in der Musikkomödie Auf Wiedersehn am blauen Meer in einer Filmrolle zu sehen. 1981 wirkte er in der ARD-Fernsehshow Einer wird gewinnen als Schauspieler mit.

## Filmografie
- 1962: Auf Wiedersehen am blauen Meer
- 1964: Mitternachtszauber